# Storlandet
Storlandet [ˈstuːrlandət] (finn. Iso-Nauvo) ist eine Insel im Schärenmeer vor der Südwestküste Finnlands. Sie liegt ca. 35 km Luftlinie südwestlich von Turku und gehört verwaltungsmäßig zur Stadt Pargas (Parainen). Im Osten von Storlandet liegt das Kirchdorf der ehemaligen Gemeinde Nagu (Nauvo), zu welcher Storlandet bis 2008 gehörte. Außerdem liegen auf der Insel die Dörfer Mielis, Poutuis, Sexnappa, Verknäs, Sellmo, Vikperä, Väcklax, Grannäs, Vinappa, Sydänperä, Samslax, Strandby, Risis, Krok, Kvivlax und Mattnäs.
Mit einer Fläche von 72 km² ist Storlandet die größte Insel von Väståboland und nach Kimitoön und Otava die drittgrößte im Schärenmeer. Die wichtigsten Nachbarinseln sind Lillandet im Osten, Högsar im Süden und Kyrklandet im Westen. Lillandet ist über eine Brücke erreichbar, nach Högsar und Kyrklandet bestehen Fährverbindungen. Der Name Storlandet bedeutet auf Schwedisch „großes Land“.